# Hunter King
Hunter Haley Ashley King (Ventura County, 19 oktober 1993) is een Amerikaanse actrice.

## Biografie
King werd geboren in Ventura County in een gezin van vier kinderen, en is zus van actrice Joey. Zij begon op jonge leeftijd met acteren in lokale theaters in Agoura Hills.
King begon in 2001 met acteren voor televisie in de film A.I.: Artificial Intelligence, waarna zij nog meerdere rollen speelde in films en televisieseries. Zij is vooral bekend van haar rol als Summer Newman Travers in de televisieserie The Young and the Restless waar zij al in 730 afleveringen speelde. Voor deze rol werd zij in 2013 genomineerd voor een Young Artist Award en een Daytime Emmy Award. In 2014 won zij voor haar rol een Daytime Emmy Award in de categorie Uitstekende Jeugdige Actrice in een Dramaserie.
King was ook actief in gymnastiek, maar moest hiermee stoppen na een blessure. Naast actrice is zij ook een bedreven gitaarspeelster, zij schrijft en zingt ook liedjes.

## Filmografie

### Films
- 2022 A Royal Corgi Christmas – als Cecily
- 2022 Nikki & Nora: Sister Sleuths – als Nikki Sullivan
- 2022 Hidden Gems – als Addy
- 2020 Prospect – als Abigail Lansing
- 2015 A Girl Like Her – als Avery Keller
- 2011 Judy Moody and the Not Bummer Summer – als Priscilla Granger
- 2010 It Takes a Village – als Alyssa
- 2004 The Nick & Jessica Variety Hour – als Mouseketeer
- 2001 A.I.: Artificial Intelligence – als Amanda

### Televisieseries
Uitgezonderd eenmalige gastrollen.
- 2022 Hamster & Gretel – als stem – 3 afl.
- 2012-2022 The Young and the Restless – als Summer Newman Travers – 766 afl.
- 2021 The Bold and the Beautiful – als Summer Newman – 2 afl.
- 2015-2019 Life in Pieces – als Clementine – 65 afl.
- 2012 Hollywood Heights – als Adriana Masters – 69 afl.

- Library of Congress Control Number: no2016043120
- Virtual International Authority File: 151146094224600331406
- WorldCat: E39PBJgRVRfkpmxjCmFgM8rpfq